# أنتوني غرانت (لاعب كرة قدم)
أنتوني غرانت (بالإنجليزية: Anthony Grant) (4 أغسطس 1989 بكينغستون في جامايكا - ) هو لاعب كرة قدم جامايكي في مركز الهجوم. شارك مع منتخب جامايكا لكرة القدم. أما مع النوادي، فقد لعب مع ريتشموند كيكرز وFlint City Bucks ‏ وSeacoast United Phantoms ‏.

## وصلات خارجية
- أنتوني غرانت على موقع قاعدة بيانات كرة القدم.إي يو (الإنجليزية)